# Impatiens sidiformis
Impatiens sidiformis är en balsaminväxtart som beskrevs av Fischer och Raheliv. Impatiens sidiformis ingår i släktet balsaminer, och familjen balsaminväxter. Inga underarter finns listade i Catalogue of Life.